# Búðardalur
Búðardalur é uma localidade na Islândia. Em 2018 tinha uma população de cerca de 272 habitantes.